# Uvbergets naturreservat
Uvbergets naturreservat är ett naturreservat i Enköpings kommun i Uppsala län.
Området är naturskyddat sedan 2000 och är 4 hektar stort. Reservatet omfattar urbergsryggen Uvberget som höjer sig 30 meter över den intilliggande Alsta sjö. På toppen finns torra ängsmarker och längre ner växer lövskog med ek och alm. I reservatet, som tidigare var betesmark, har man hittat närmare 200 arter av kärlväxter och närmare 30 häckande fågelarter. Där finns även ovanligt många fjärilar.